# Филипов, Гриша
Гриша Филипов (настоящее имя Георгий Станчев Филипов; 13 июля 1919, Кадиевка, Славяносербский уезд, Екатеринославская губерния, Украинская ССР — 2 ноября 1994, София, Болгария) — болгарский государственный деятель, член БКП, председатель Совета Министров НРБ в 1981—1986 годах.

## Биография
Родился 13 июля 1919 года в маленьком городке Кадиевка в семье болгарских эмигрантов.
В 1936 году вместе с семьёй вернулся в Болгарию. Говорил по болгарски с заметным русским акцентом, что не добавляло ему популярности среди широкой общественности в дальнейшем. С 1938 по 1940 год учился в Софийском университете.
Был членом Рабочего Молодёжного Союза. В 1940 году вступил в ряды Коммунистической партии Болгарии и активно участвовал в антифашистской пропаганде среди болгарских студентов, за что был арестован в 1942 году и приговорён сначала к 12, а затем к 15 годам заключения. После прихода к власти коммунистов был освобождён, после чего до 1951 года изучал промышленную экономику и торговлю в Москве.
С 1958 года работал в аппарате ЦК БКП. В 1966 году стал членом Центрального комитета БКП, а в 1974 году — членом Политбюро.
С 1968 года был первым заместителем Председателя Государственного Комитета по планированию.
С 1971 до 1981 года и с 1986 до 1989 года был членом Народного собрания. Филипов был признан ведущим экономическим специалистом в болгарском правительстве, и его имя стало ассоциироваться с тенденциями экономической либерализации.
Был очень близок к Тодору Живкову и рассматривался в качестве его наиболее вероятного преемника. 16 июня 1981 года сформировал собственный кабинет после парламентских выборов. Занимал этот пост до 21 марта 1986 года, когда Живков заменил его на Георгия Атанасова. Этот шаг произошёл на фоне реформ, которые проводил Михаил Горбачев в СССР, характеризуется как косметическая мера для создания видимости изменений, болгарской версии гласности и перестройки.
На пленуме ЦК БКП 15 ноября 1989 года освобождён от обязанностей члена ЦК и члена политбюро. 24 апреля 1990 года выехал из страны.
14 июля 1992 года был арестован по обвинению в присвоении государственных средств. Умер 2 ноября 1994 года в тюрьме, не дождавшись начала суда.

## Личная жизнь
Был женат на Величке Филиповой. Был отцом Чавдара, Орлина и Лычезара Филиповых.

## Награды
- Герой Народной Республики Болгария и Орден «Георгий Димитров»
- Герой Социалистического Труда (НРБ) и Орден «Георгий Димитров»
- Орден Народной Республики Болгария 1 степени
- Орден «13 веков Болгарии»